# Dudstock
Dudstock was een rockfestival te Dudzele, een deelgemeente van Brugge. Het festival, dat telkens doorging in de tweede helft van april, kende zijn laatste editie in 2007.
Dudstock was een festival met gemengde genres, van disco over punk naar poprock en een vleugje techno. Het werd georganiseerd door de KSA uit Dudzele.

## Programmatie
| Jaar | Bands en artiesten |
| ---- | --- |
| 1995 | Gallow, Death Valley '69 |
| 1996 | Feedback, Death Valley '69, Yellow Leaf, Het ligt |
| 1997 | Kibri, Kevin live, Feed, Mote, Death Valley '69, Orange Black |
| 1998 | Neven, Brotherhood Foundation (Nl), Eden- Jane's Detd, Cowboys and Aliens, Biro                                                                                             |
| 1999 | De Mens, Travoltas (Nl), Arid, 't Hof van Commerce, Scarrots, Abyss |
| 2000 | Tom Robinson (UK), Janez Detd, Naked Lunch (Os), Fence, Paranoiacs, A200 Club, I shot biggles                                                                               |
| 2001 | De Mens, Marky Ramone Group (USA), Les Truttes, Geschmacksverstärker, Spaceman Spiff, I Against I (Nl), The Shandon (It), Fan (Nl)                                          |
| 2002 | De Heideroosjes (Nl), Flip Kowlier, Skitsoy, Lemon (in plaats van Admiral Freebee), Creams & Spices, Pacific Beach Patrol, Severance                                        |
| 2003 | Zita Swoon, De Dolfijntjes XL, Undeclinable, Admiral Freebee, Shandon (It), Goose, 5 days off, Morda                                                                        |
| 2004 | Praga Khan, Donna Summer (USA), 't Hof van Commerce, Funeral Dress, Wild turkey (vervanger Superdiesel), Peter Pan Speedrock (Nl), Flatcat, Str8away (Fr), Diecast Unit     |
| 2005 | Vive la Fête, Admiral Freebee, Flip Kowlier, Venerea (Zw), Daan, Stash, La Kinky Beat (Sp), A Brand, Severance, Gèsman en de zwoare combinoatie, Brave like a cowboy, Moses |
| 2006 | Rafflesia , Bouvier , Balthazar , Flatcat , Gorki, De Dolfijntjes XXL , Postman, Kosheen, De Heideroosjes, Front 242                                                        |
| 2007 | Daan, Goose, Magnus, Yevgueni, Real Mc Kenzies, The Van Jets, Morda, Gino's eyeball en Redquest                                                                             |